# ビットアイル・エクイニクス
ビットアイル・エクイニクス株式会社（英称:Bit-isle Equinix Inc.）は、かつて存在した日本の企業。東京都品川区に本社を置いていたデータセンター事業者。2017年1月にエクイニクス・ジャパン株式会社との間で同社を存続会社とする合併を実施し、商号廃止した。
完全子会社の株式会社ビットサーフ、サイトロック株式会社についても記述する。

## 概要
元々は寺田倉庫の子会社として設立された。寺田倉庫が元々保有していた天王洲周辺の倉庫群をデータセンターに転用することで遊休地の有効活用を狙ったのが当初の設立目的だが、経営規模拡大に伴い、天王洲以外にも複数のデータセンターを保有するようになった。
現在はインターネットデータセンター（iDC）をコアに、情報システムの運用からネットワーク接続、セキュリティ、ストレージ、さらにアプリケーション開発やシステムインテグレーションまで、多彩なサービスをワンストップで提供する企業グループとなっていた。
社名の「ビットアイル」の由来は、情報量を表す単位「ビット」と島を表す「アイル」による造語で、「データセンターというインフラの世界の上で、お客様同士が新たなサービスを創造し、融合し合えるような場を提供し、その発展に寄与したい」という願いが込められていた。

## 沿革
- 2000年 6月14日 東京都品川区東品川にITアウトソーシングを主たる事業目的とする株式会社ビットアイルを設立
- 2000年11月 「第1データセンター」着工
- 2001年 3月 「第1データセンター」にてコロケーションサービスとネットワークサービス提供開始
- 2001年 6月 24時間365日の運用体制整備完了に伴う運用サービス提供開始
- 2003年 2月 システムインテグレーションサービス提供開始
- 2004年 2月 サーバ機器を主体としたレンタルサービス提供開始
- 2004年11月 データセンターにてISMS/BS7799認証取得
- 2006年 2月 株式会社ビットサーフ設立（100％子会社）
- 2006年 7月19日 大阪証券取引所・ヘラクレス（現・JASDAQスタンダード市場）上場
- 2006年 8月 「第2データセンター」開設
- 2006年11月 「第3データセンター」開設
- 2007年 9月 株式会社テラス（後の株式会社セタ・インターナショナル、現株式会社コウェル）子会社化
- 2008年10月 新卒1期生となる2009年新卒採用を開始
- 2009年 2月 東京都文京区にて延床面積16,500㎡となる大型データセンター「第4データセンター」開設
- 2009年 6月 株式会社電通国際情報サービスと資本・業務提携
- 2009年 9月 クラウドコンピューティングサービス提供開始
- 2010年10月 株式会社ネオジャパンと合弁で株式会社ライブラネオ設立
- 2010年12月 サイトロック株式会社子会社化
- 2011年 6月 「大阪データセンター」開設
- 2011年 8月 ビットアイル総合研究所を設立
- 2012年 8月 「第3データセンター」B棟開設
- 2012年11月 中国「北京データセンター」開設
- 2013年 1月 AXLBIT株式会社子会社化
- 2013年 2月 太陽光発電「広島メガソーラー第1期」操業開始
- 2013年 3月 韓国「ソウルデータセンター」開設
- 2013年 7月9日 東京証券取引所第一部上場[1][2]。
- 2013年11月 株式会社テラ・パワー子会社化
- 2015年 3月 「第5データセンター」開設
- 2015年11月2日 米データセンター大手のエクイニクスの孫会社であるエクイニクス・ジャパン・エンタープライズ株式会社の、さらに孫会社にあたるQAON合同会社が、株式公開買付け（TOB）により議決権所有割合で96.83%の株式を取得[3][4]。エクイニクスの間接出資子会社となる。
- 2015年12月4日 東京証券取引所第一部の上場廃止
- 2015年12月9日 株式等売渡請求により、QAON合同会社の完全子会社となる[5]。
- 2016年1月 ビットアイル・エクイニクス株式会社に商号変更。
- 2017年1月 エクイニクス・ジャパン株式会社との間で同社を存続会社とする合併を実施。

## 株式会社ビットサーフ
株式会社ビットサーフ（英: Bit-surf Inc.）は、ビットアイル・エクイニクス株式会社100%出資の子会社であるシステムインテグレーター。本社は東京都品川区東品川2-2-28。

### 概要
データセンターをコアに「総合ITアウトソーシング」事業を展開するビットアイル・エクイニクスグループの中核をなす企業として、エンジニアリングサービスを提供。ネットワーク、サーバ、セキュリティー構築などのシステムインテグレーション、アプリケーション開発、システム運用の各分野で、各フィールドでのエンジニアがクライアント企業の事業環境にトータルソリューションをワンストップで提供している。

### 沿革
- 2006年 2月　株式会社ビットアイル（現：ビットアイル・エクイニクス株式会社）100%出資の子会社として東京都港区港南で設立
- 2006年 6月　有料職業紹介事業認可を取得
- 2006年 6月　一般労働者派遣事業認可を取得
- 2007年10月　エンジニアリングサービス開始
- 2008年 5月　ISMSの国際規格ISO/IEC27001:2005及び日本工業規格JIS Q 27001:2006の両認証を取得
- 2008年 8月　本社を東京都港区東新橋に移転
- 2009年 8月　ラボ＆トレーニングサービス開始[6]
- 2010年 8月　システムインテグレーションサービス開始
- 2011年 8月　本社を東京都品川区東品川に移転

## サイトロック株式会社
サイトロック株式会社（英: siteROCK K.K.）は、かつて存在した日本の企業で、現在は合併により解散済み。
東京都品川区に本社を置き、電子商取引サイトなどを手がけるほか、Webシステムのレスポンスのチェックや各サーバーなどの稼働状況を監視・通知するサービスなどを提供していた。

### 概要
1996年7月に米国の大手MSP（Managed Service Provider）であったサイトロック（siteROCK）の日本法人として設立されたが、2002年5月に米国本社が米アバスタに吸収合併されたのを機に独立法人となった。2005年9月に日本ベリサイン株式会社に買収され子会社となったが、2010年12月にビットアイルに買収され現在に至っている。

### 沿革
- 1996年 7月　米国サイトロックの日本法人として設立。
- 2002年 5月　米国サイトロックが米アバスタに吸収合併されたため、独立法人となる。
- 2005年 9月　日本ベリサイン株式会社（現：シマンテック・ウェブサイトセキュリティ）の子会社となる。
- 2010年12月　株式会社ビットアイル（現：ビットアイル・エクイニクス株式会社）の子会社となる[9]。
- 2011年 8月　本社を東京都品川区東品川に移転。

## グループ会社
- AXLBIT株式会社（アクセルビット）
- 株式会社セタ・インターナショナル
- 株式会社テラ・パワー
- 株式会社ライブラネオ